# Ла-Лінеа-де-ла-Консепсьйон (стадіон)
Естадіо де Ла-Лінеа де ла Консепсьйон (ісп. Estadio Municipal de La Línea de la Concepción) - багатофункціональний стадіон, розташований у місті Ла-Лінеа-де-ла-Консепсьйон, провінція Кадіс, Іспанія. В даний час він використовується для футбольних матчів і є домашнім стадіоном Реал Баломпедіка Ліненсе.
15 жовтня 1969 року на стадіоні відбувся матч Іспанії проти Фінляндії, на якому Іспанія перемогла 6-0 на етапі кваліфікації Чемпіонату світу з футболу 1970 року. 7 червня 1984 року Іспанія зіграла дружній матч проти Югославії, та програла 0:1. 21 березня 2018 Андорра зіграла дружній поєдинок проти Ліхтенштейну, в якому перша виграла 1: 0.